# Hertogdom Beieren-Straubing
Het hertogdom Beieren-Straubing (ook Straubing-Holland, Neder-Beieren-Straubing-Holland, Neder-Beieren-Straubing of Beieren-Straubing-Holland) was een deelhertogdom van het hertogdom Beieren van 1349/53 tot 1425/29. Het omvatte delen van Neder-Beieren, maar ook de in de Lage Landen gelegen graafschappen Henegouwen, Holland, Zeeland en Friesland. Het hertogdom werd vanuit Straubing en Den Haag geregeerd.
Na de dood van keizer Lodewijk de Beier in 1347 verdeelden zijn zoons in 1349 en 1353 de bezittingen bij de tweede Beierse deling waarbij Willem I samen met Albrecht I hertog van Straubing en graaf van Holland, Zeeland en Henegouwen werd.
De broers Willem I en Albrecht I regeerden dus gemeenschappelijk in Beieren-Straubing en Holland-Henegouwen. In de praktijk resideerde de oudste van de twee in de rijkere Nederlandse gewesten en de jongere in het armere Beieren. Na de afzetting en internering van hertog Willem I in 1358 verlegde Albrecht I zijn residentie naar Holland.
Het huis Beieren-Straubing stierf in 1425 in mannelijke lijn uit, met de dood van Jan van Beieren. De dochter van hertog Willem II, Jacoba van Beieren, probeerde haar vader op te volgen. Dat lukte tot in 1433 in de Nederlandse graafschappen. Het hertogdom viel echter terug aan de andere hertogdommen in Beieren, volgens de Arbitrage van Bratislava (1429): het hertogdom Beieren-München kreeg de ene helft en de hertogdommen Beieren-Ingolstadt en Beieren-Landshut kregen de andere helft.
De verdeling was als volgt:
- Ernst van Beieren (1373-1438) en Willem III van Beieren, Beieren-München kreeg het gebied met de steden Straubing, Kelheim, Furth en Deggendorf
- Lodewijk VII van Beieren, Beieren-Ingolstadt kreeg het gebied met de steden Dingolfing en Schärding
- Hendrik XVI van Beieren, Beieren-Landshut kreeg het gebied met de steden Landau en Vilshofen

## Regenten
| regering  | naam       | geboren    | overleden  | familie                  | telling Holland | telling Henegouwen |
| --------- | ---------- | ---------- | ---------- | ------------------------ | --------------- | ------------------ |
| 1347-1358 | Willem I   | 12-05-1330 | 15-04-1389 | zoon van keizer Lodewijk | V               | III                |
| 1347-1404 | Albrecht I | 25-07-1336 | 12-12-1404 | broer                    | I               | I                  |
| 1404-1417 | Willem II  | 05-04-1365 | 30-05-1417 | zoon                     | VI              | IV                 |
| 1417-1425 | Jan III    | 1375       | 06-01-1425 | broer                    | nvt             | nvt                |